# 余先予
余先予（1936年5月4日—2020年9月8日），男，湖南长沙人，中国著名的国际法学家。主要从事国际私法、国际经济法、国际贸易法、国际投资法、涉外经济法研究与教育，是中国国际私法学科的重要开拓者和先驱者。
余先予也是一名兼职律师，擅长办理经济、民事案件，懂英语、日语、俄语。

## 生平
1951年进入湖北人民革命大学学习，结业后在湖北省人民政府财政厅工作。1957年9月调干考入北京大学法律系学习，1966年5月北京大学民法专业研究生毕业。1966年5月至1990年7月，在上海华东政法大学（原华东政法学院）工作，历任教员、讲师、副教授、国际私法教研室主任，期间，曾于1972年4月至1979年7月任复旦大学讲师、学报编辑。1990年7月至1995年3月，担任宁波大学副教授、教授、法律系主任、国际私法与民商法研究所所长。1995年4月，任上海财经大学法学院教授、港澳台经济与法律研究所名誉所长，2001年5月退休。也长期受聘于上海对外经贸大学(原上海对外贸易学院)法学院，担任法学院教授、学术委员会顾问、研究生导师。曾任中国国际私法学会创会副会长、中国法学会理事、中国国际法学会理事、中国国际经济贸易仲裁委员会仲裁员等职。对国际私法、国际经济法、国际法、国际贸易法、涉外经济法、东京审判有深入研究，著述颇丰，影响深远。
2020年9月8日凌晨5时56分在上海市第一人民医院逝世，终年84岁。

## 出版物
- 余先予; 何勤华. . 历史性审判回忆录丛书. 杭州: 浙江人民出版社. 1986.
- 余先予 (编). . 北京: 法律出版社. 1989. ISBN 7-5036-0110-8.
- 余先予 (编). . 北京: 法律出版社. 1990. ISBN 7-5036-0465-4.
- 余先予等 (编). . 北京: 法律出版社. 1990. ISBN 7-5036-0117-5.
- 余先予 (编). . 南京: 南京大学出版社. 1991. ISBN 7-305-00648-3.
- 余先予 (编). . 北京: 人民日报出版社. 1995. ISBN 7-80002-710-4.
- 余先予 (编). . 长沙: 湖南出版社. 1995. ISBN 7-5438-0913-3.
- 余先予; 郭君武. . 日本研究丛书. 上海: 上海财经大学出版社. 1996. ISBN 7-81049-073-7.
- 余先予 (编). . 北京: 中国财政经济出版社. 1998. ISBN 7-5005-3576-7.
- 余先予 (编). . 北京: 中国财政经济出版社. 2001. ISBN 7-5005-4973-3.
- 余先予 (编). . 北京: 中国财政经济出版社. 2000. ISBN 7-5005-4431-6.
- 余先予 (编). . 北京: 中国财政经济出版社. 2001. ISBN 7-5005-4841-9.
- 余先予 (编). . 武汉: 湖北人民出版社. 2002. ISBN 7-216-03538-0.
- 余先予 (编). . 财经法学系列教材. 北京: 中国财政经济出版社. 2004. ISBN 7-5005-6411-2.
- 余先予; 何勤华; 蔡东丽. . 犯罪学大百科全书. 北京: 中国方正出版社. 2005. ISBN 7-80216-006-5.
- 高永富; 余先予; 陈晶莹 (编). . 北京: 北京大学出版社. 2007. ISBN 978-7-301-12907-4.
- 余先予 (编). . 法学基础课程导读与前沿指引系列丛书. 北京: 中国商务出版社. 2008. ISBN 978-7-80181-840-9.